# Första stora väckelsen
Första stora väckelsen eller Stora uppvaknandet (The Great Awakening) var en andlig förnyelserörelse som tog sin början i 1730-talets England och därifrån spred sig till de brittiska kolonierna i Nordamerika. Där var Jonathan Edwards den ledande väckelseteologen. Väckelsen har haft betydande inflytande på anglosaxisk kristenhet och gav även genklang i andra delar av Europa.